# エデル・ジョフレ 対 ファイティング原田戦
エデル・ジョフレ 対 ファイティング原田戦（エデルジョフレ たい ファイティングはらだせん）は、1965年5月18日に名古屋市愛知県体育館で行われた、プロボクシング世界バンタム級タイトルマッチである。「黄金のバンタム」と謳われた50戦無敗の王者エデル・ジョフレ（ブラジル）の9度目の防衛戦に、元世界フライ級王者ファイティング原田（日本）が挑み、圧倒的不利の予想を覆し、2-1の僅差の判定で原田が勝利した。同年度の日本プロボクシング年間最高試合に選ばれた。1966年5月31日には、原田の2度目の防衛戦として再戦が行われた。

## 解説
午後8時から東海テレビ放送発フジテレビ系列で生中継した。解説矢尾板貞雄、アナウンサー下山順一（東海テレビ放送）。視聴率は54.9％（ビデオリサーチ調べ）であった。

## 作品
- 百田尚樹『「黄金のバンタム」を破った男』（PHP文芸文庫）2012年